# Molá

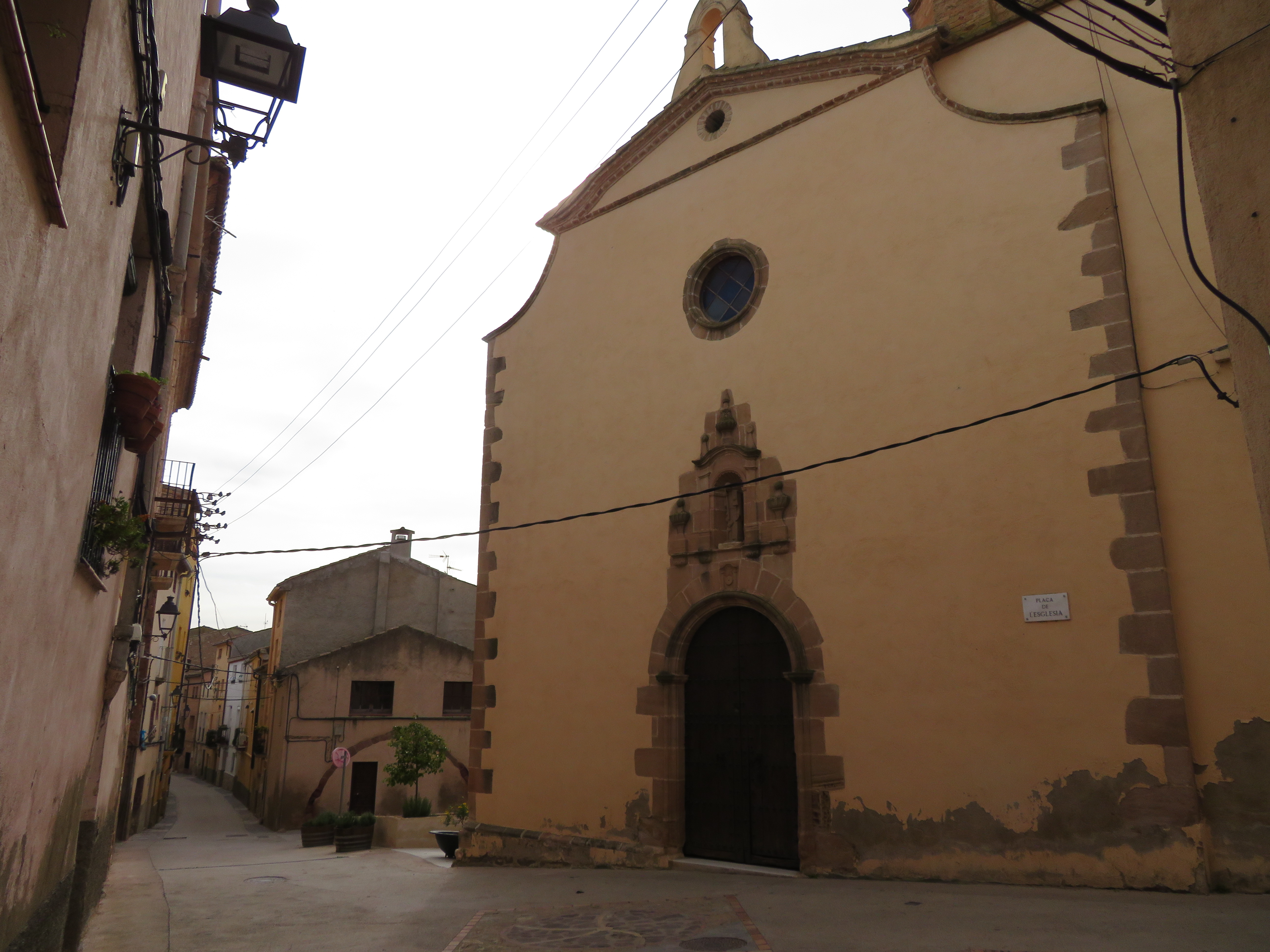
Iglesia de San Roque

Molá (oficialmente en catalán: El Molar) es un municipio y localidad española de la provincia de Tarragona, en la comunidad autónoma de Cataluña. El término municipal, ubicado en la comarca de El Priorato, tiene una población de 307 habitantes (INE 2024).

## Historia
El núcleo de población más antiguo del que se tiene constancia es el conocido como Mas de Bas que fue el primero en ser repoblado tras la reconquista. Hasta mediados del siglo XIX, Molá estuvo vinculado al municipio de García, como ya figura en un documento de 1156 en el que Ramón Berenguer IV cedía el territorio al monasterio de Poblet.
En el siglo XIII el señor de las tierras, al igual que de las de García, era Pere de Berga que vendió la señoría a Martí de Vall-llebrer. En 1309 pasó a manos de Guillem d'Entença con lo que quedó incorporado primero a la baronía y más tarde al condado de Prades.
Durante la guerra de la Independencia española, las tropas napoleónicas ocuparon el lugar en diversas ocasiones, la primera en 1810 cuando el pueblo fue objeto de pillaje. Entre 1833 y 1839 la población se vio afectada por una epidemia de cólera.
A mediados del siglo XIX, el lugar tenía contabilizadas 90 casas. Aparece descrito en el decimoprimer volumen del Diccionario geográfico-estadístico-histórico de España y sus posesiones de Ultramar de Pascual Madoz de la siguiente manera:

MOLA (lo), vulgo MOLAR DEN BAS: l. en la prov. de Tarragona (9 leg.), part. jud. de Falset (2), aud. terr. c. g. de Barcelona (22), dióc. de Tortosa (9), ayunt. de Garcia (1 ). sit. en un pequeño llano elevado, á una leg. de la ribera izq. del Ebro, con buena ventilación y clima templado y sano: las enfermedades comunes son de carácter inflamatorio. Tiene 90 casas, que forman una calle, una igl. parr. (San Roque) aneja de la de Garcia, en cuyo term. está enclavada esta pobl., y en sus cercanías hay una caudalosa fuente de buenas aguas, para surtido del vecindario. prod.: vino, aceite, trigo, legumbres, almendras é higos; cria ganado lanar, y caza de conejos, perdices y liebres. ind.: 3 fáb. de aguardiente, cuyo producto, el vino y almendras se esportan, y se importan algunos art. que faltan, espendiéndose en una tienda de abaceria y pesca salada. pobl. y riqueza unida á Garcia.
(Madoz, 1848, p. 455)

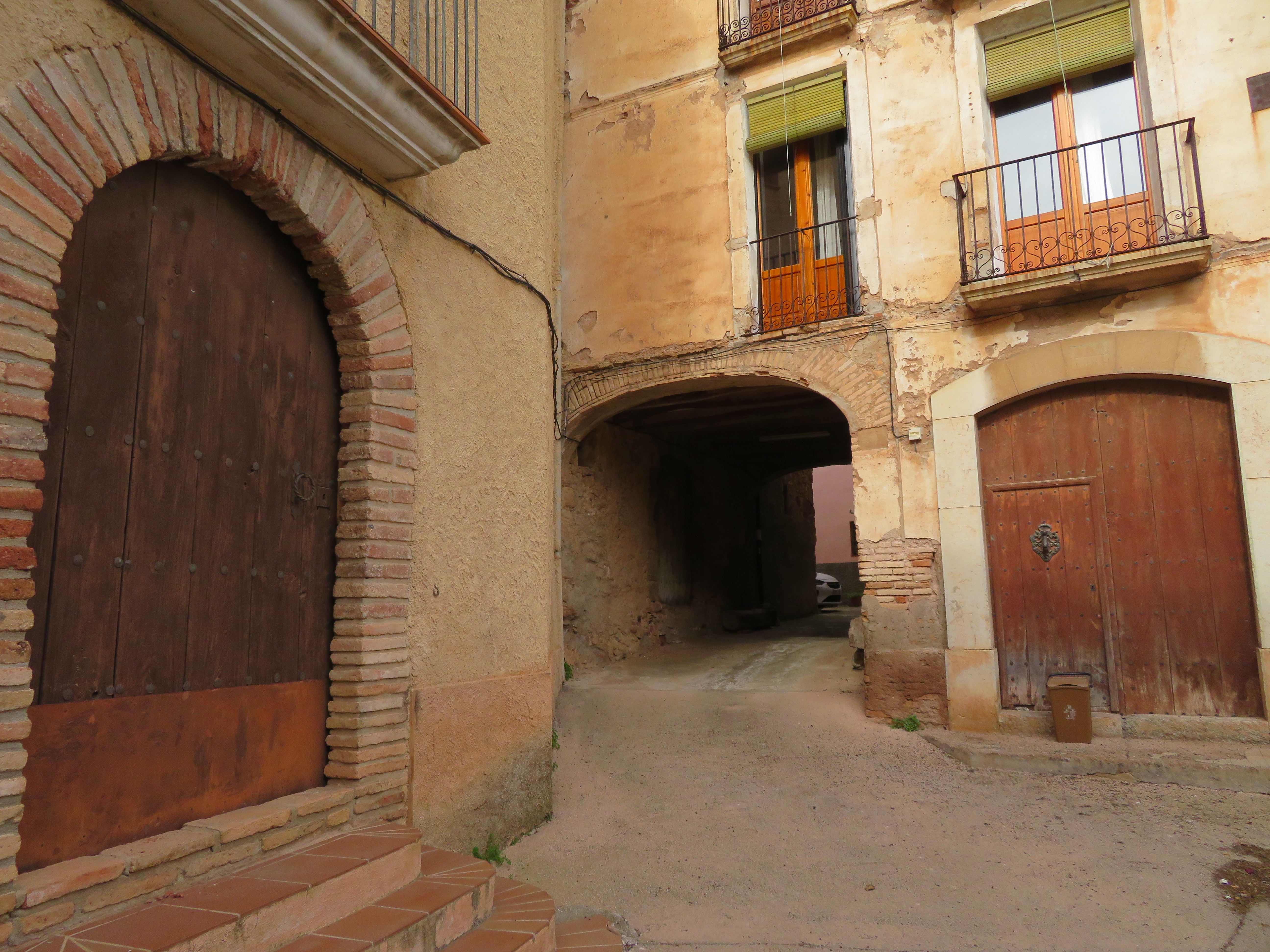
Núcleo histórico

Molá fue bombardeada por aviones alemanes durante la Guerra Civil. La Mina Lussa sirvió como hospital de campaña durante la batalla del Ebro así como El Mas de l'Engràcia fue cuartel del XV Cuerpo de Ejército de Tagüeña.

## Demografía
Cuenta con una población de 307 habitantes (INE 2024).

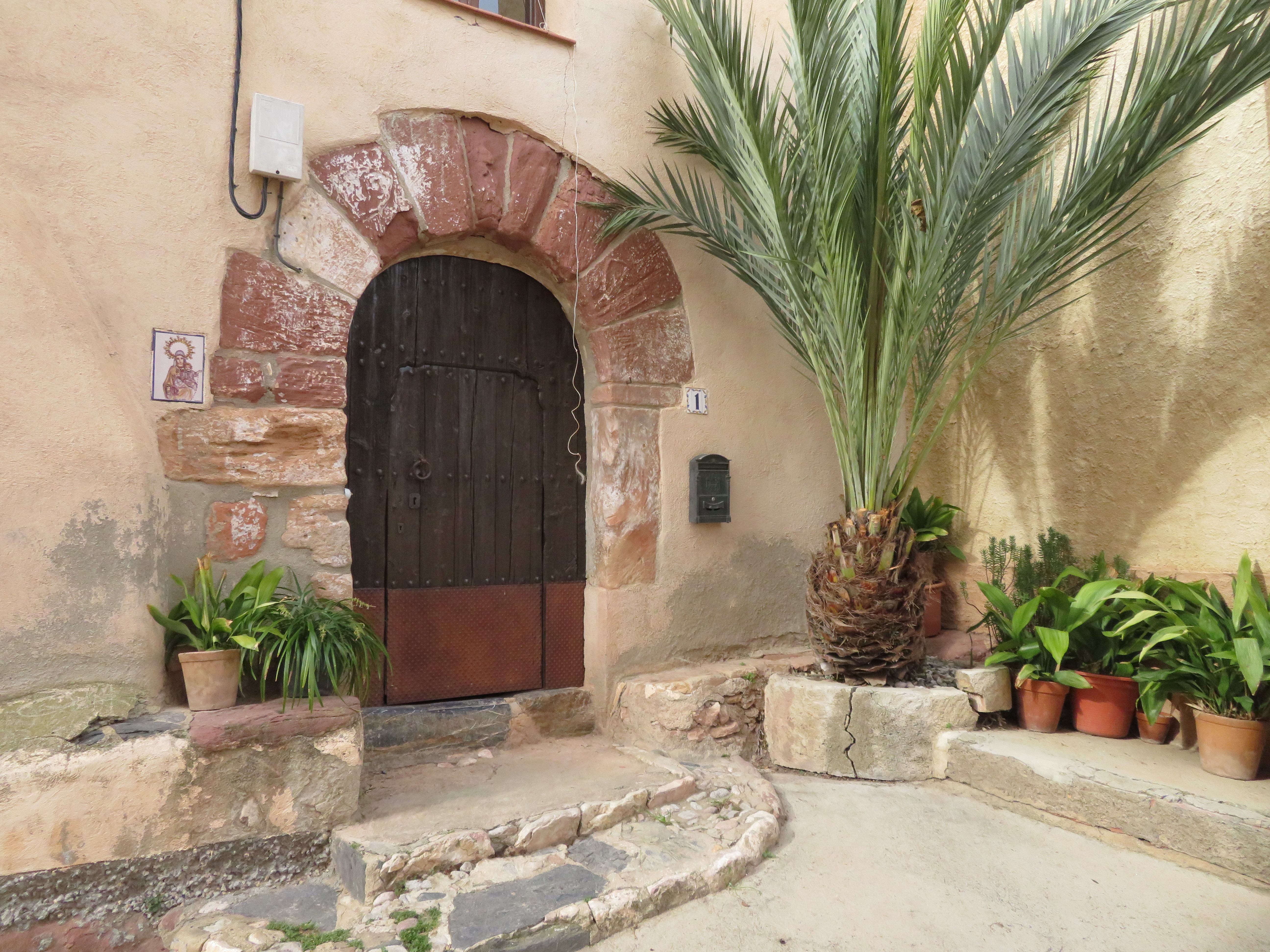
Casco antiguo

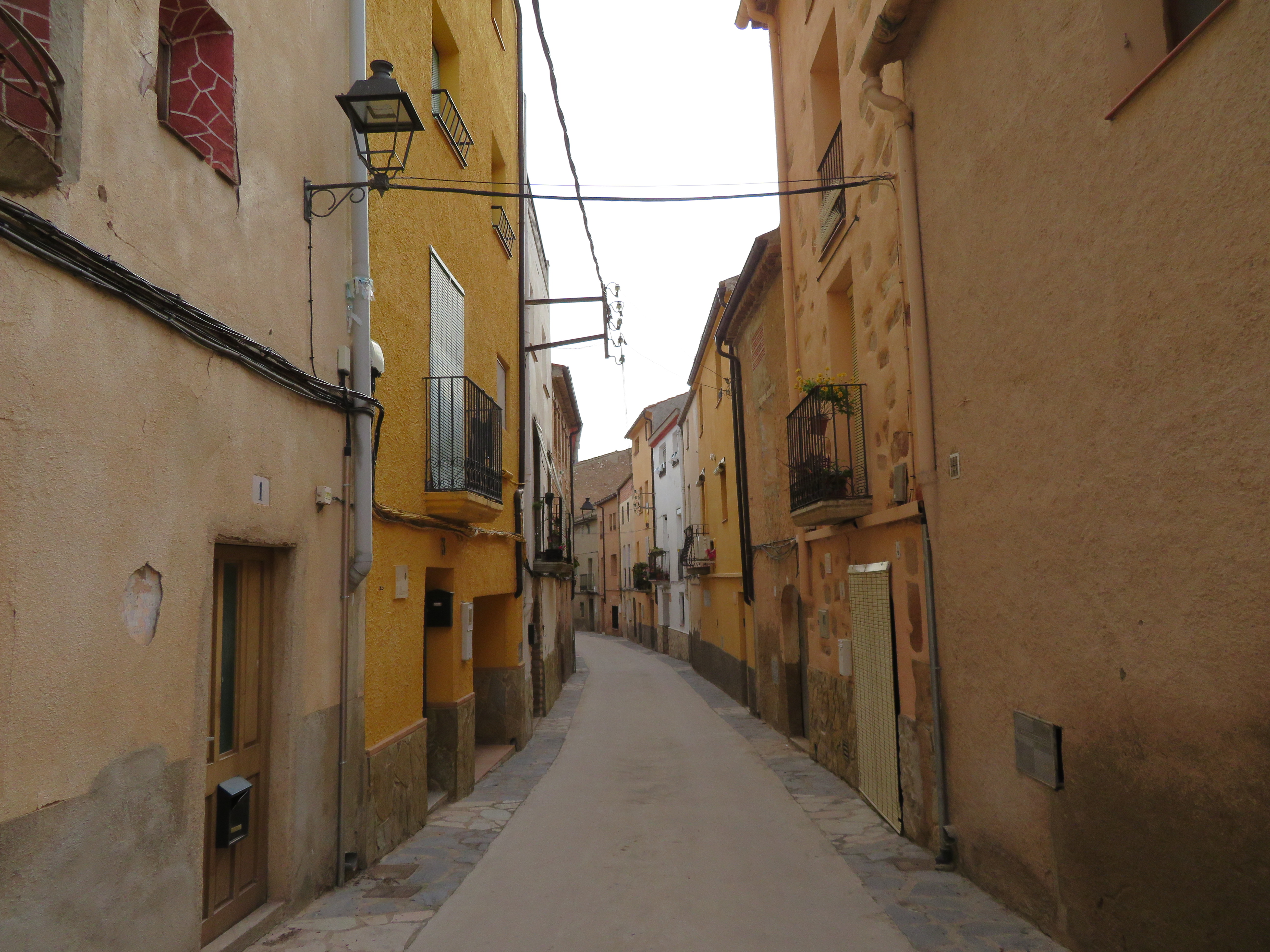
Núcleo histórico

| Gráfica de evolución demográfica de Molá entre 1857 y 2021 |
| |
| Población de derecho según los censos de población del INE Población de hecho según los censos de población del INEEn estos censos se denominaba Molá: 1842, 1857, 1860, 1877, 1887, 1897, 1900, 1910, 1920, 1930, 1940, 1950, 1960, 1970 y 1981 |

## Economía
La base económica del municipio es la agricultura destacando el cultivo de la viña, olivo y almendro. Dispone de cooperativa agrícola desde 1950. Antiguamente la principal actividad económica era la explotación de unas minas de galena. Debido a la baja rentabilidad de la misma, la explotación quedó abandonada.

## Patrimonio
La iglesia parroquial está dedicada a San Roque. Fue construida en 1788 en estilo neoclásico. Es de nave única con coro y capillas laterales. El campanario es adosado. La iglesia quedó medio destruida durante un incendio fortuito ocurrido en 1901.

## Símbolos
El escudo de Molá se define con el siguiente blasón, aprobado el 7 de octubre de 1991:

Escudo en forma de losange con ángulos rectos: de oro, una muela de sable; al jefe de sable. Por timbre una corona mural de pueblo.

## Fiestas y eventos
Molá celebra su fiesta mayor a mediados de agosto, coincidiendo con la festividad de San Roque. El pueblo ha recuperado una antigua fiesta popular conocida como Les Xiques que se celebra en el mes de diciembre y en el que el acto principal consiste en un baile de jotas.
También se celebran por Semana Santa unas "Jornades Culturals" promovidas por el C.O.R. (Centre Obrer Recreatiu) en las que se celebran diferentes eventos de índole cultural (conferencias, charlas, exposiciones, etc.).